# Dipartimento di Kouibly
Il dipartimento di Kouibly è un dipartimento della Costa d'Avorio situato nella regione di Guémon, distretto di Montagnes.
La popolazione . 
Il dipartimento è suddiviso nelle sottoprefetture di Kouibly, Nidrou, Ouyably-Gnondrou e Totrodrou.